# Stephanopis thomisoides
Stephanopis thomisoides är en spindelart som beskrevs av Bradley 1871. Stephanopis thomisoides ingår i släktet Stephanopis och familjen krabbspindlar.
Artens utbredningsområde är Queensland. Inga underarter finns listade i Catalogue of Life.